# Liste der Baudenkmäler in Waldsassen

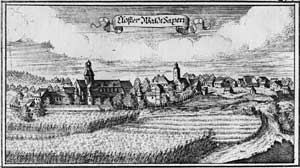
Alte Ansicht von Waldsassen

Auf dieser Seite sind die Baudenkmäler in der Oberpfälzer Stadt Waldsassen zusammengestellt. Diese Tabelle ist eine Teilliste der Liste der Baudenkmäler in Bayern. Grundlage ist die Bayerische Denkmalliste, die auf Basis des Bayerischen Denkmalschutzgesetzes vom 1. Oktober 1973 erstmals erstellt wurde und seither durch das Bayerische Landesamt für Denkmalpflege geführt wird. Die folgenden Angaben ersetzen nicht die rechtsverbindliche Auskunft der Denkmalschutzbehörde.

## Ensemble Kloster Waldsassen mit Manufaktursiedlung

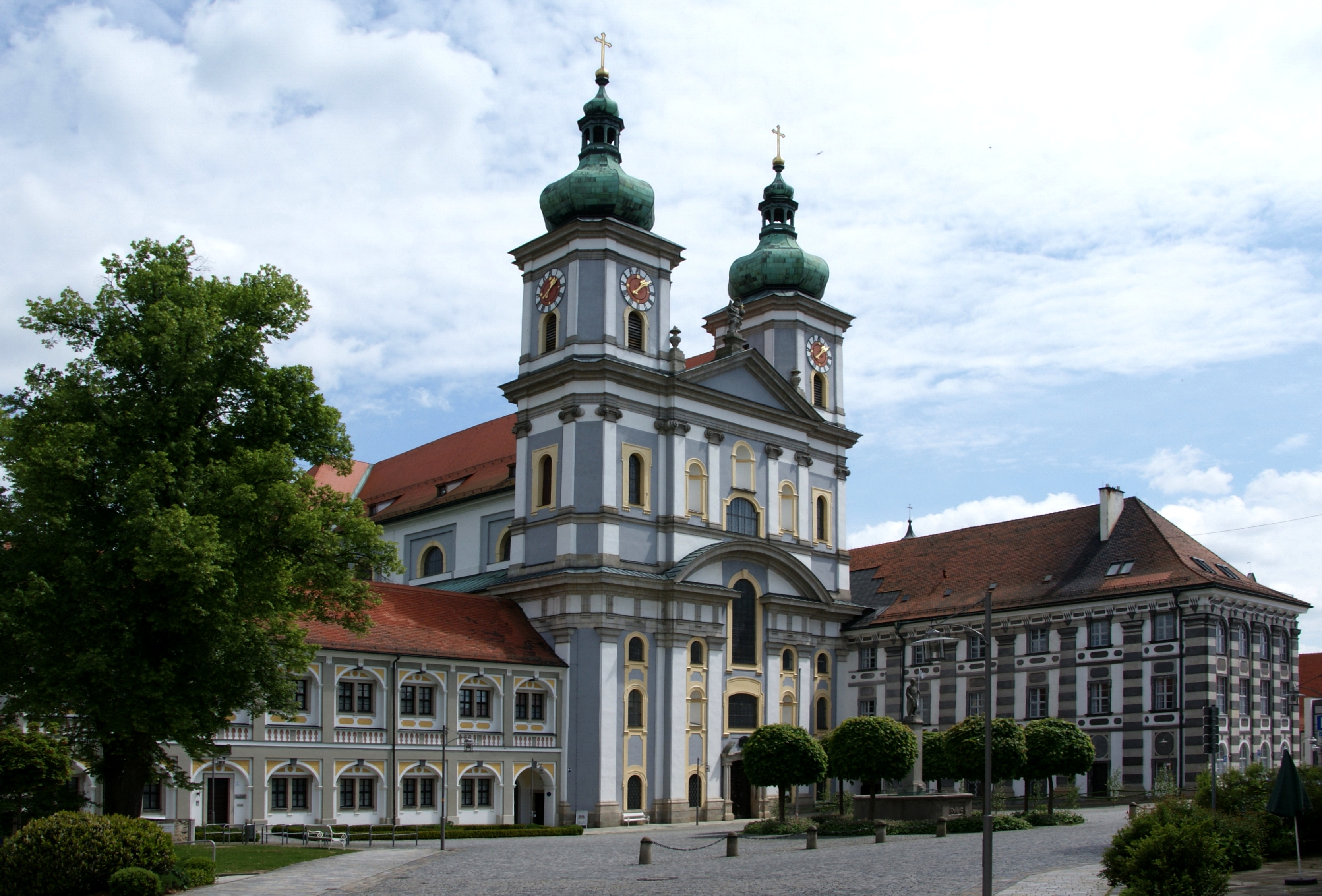

Das Ensemble der Kloster-Stadt zeigt die einzigartige Kombination der Stiftsanlage einer im 12. Jahrhundert gegründeten Zisterzienserabtei mit einer kalvinistischen Manufaktursiedlung des frühen 17. Jahrhunderts. Nachdem 1548 das Stiftland seine Selbständigkeit verloren und 1556 nach Angliederung an die Oberpfalz das evangelische Bekenntnis angenommen hatte, wurde von Kurfürst Friedrich III. auch das Kloster Waldsassen aufgelöst. 1613 erhielten die drei Brüder Geisel, die sich als kalvinistische Glaubensflüchtlinge zuerst in Tirschenreuth niedergelassen hatten, den kurfürstlichen Auftrag, in diesem wirtschaftlich darniederliegenden Waldsassen 40 Häuser zu errichten und eine Tuchindustrie aufzubauen.
Bis 1630 hatten sie in klarer Rastergeometrie auf dem von der Wondreb leicht ansteigenden Gelände 42 Häuser in schlichter zweigeschossiger Verputzbauweise mit traufseitigen Satteldächern erstellen können, die im Kern der heutigen Bebauung noch bestehen. Entgegen barocker Gepflogenheit nahm die Manufaktur-Stadt weder im Rechtecksystem noch in einer zentralen Blickachse Bezug auf die damals ihres Sinnes entleerte Klosteranlage, obwohl sie in sich selbst großzügig angelegt und auf breite Straßenachsen und gute Proportionalität bedacht ist.
Auch als das durch Kurfürst Ferdinand Maria 1661 wieder ins Leben gerufene Kloster gegen Ende des 17. Jahrhunderts seine Konvent- und Kirchengebäude in eindrucksvoll dominanter Form erneuerte, konnte dieser Integrationsmangel nicht mehr ausgeglichen werden; die Achse des Klosters und somit die verquerte Lage gegenüber dem Rastersystem musste beibehalten werden. Dessen keilförmige Verschneidungen und Abrundungen an den Außenbereichen sind bedingt durch den äußeren Verlauf der Ringmauer, welche seit der Zeit der Hussiteneinfälle in der ersten Hälfte des 15. Jahrhunderts ein ausgedehntes Areal mit landwirtschaftlichen Betriebsgebäuden, Wiesen-, Wildgarten- und Teichflächen mit einschloss und durch die große Kapazität an unbebauten, aber dennoch geschützten Grundstücken sicher die Verlegung der Geiselschen Tuchfabrikation von Tirschenreuth nach Waldsassen beeinflusste.
Das Rastersystem wurde auf optimale Nutzung der ummauerten Grundfläche ausgerichtet: im rechten Winkel zur Wondreb und parallel zur Klostermauer zwischen Abtei, Schloss und Pfarrhof – in seiner funktionalistischen Denkweise eines der frühesten Beispiele künftigen Industriebauwesens. Der barocke Idealplan einer dreifach größeren Industriestadt, umgeben von einer zehngliedrigen symmetrischen Sternwerksbefestigung, kam nicht mehr zur Ausführung, als 1620 nach der Niederlage am Weißen Berg die Oberpfalz von Kurfürst Friedrich V. an Herzog Maximilian von Bayern überging, und die Gebrüder Geisel bei der Rekatholisierung von ihrem kalvinistischen Bekenntnis nicht abgehen wollten.
Da nun die Abtragung der Ringmauer und die Anlegung eines geplanten Rechteckplatzes an der Kreuzung der mittleren Straßenachsen unterbleiben musste (heute Kreuzung Kolpingstraße/Prinzregent-Luitpold-Straße), wurde nur noch im Südwesten und Westen parallel zur Mauer eine geschlossene Reihe von Traufseithäusern erbaut, die 1670 als Vorstadt bezeichnet wurde und von denen die Außenreihe an der Karolinenstraße noch weitgehend erhalten blieb. Als Teil der barocken Neugestaltung des Klosters erfolgte unter Abt Eugen Schmid (1724–44) die Anlage der Neuen Gärten jenseits der Wondreb, wozu die Ringmauer nach Südosten erweitert und mit repräsentativen Portalen ausgestattet wurde.
Aktenzeichen: E-3-77-158-1.

## Baudenkmäler nach Ortsteilen

### Waldsassen
| Lage | Objekt                                                                                   | Beschreibung | Akten-Nr.      | Bild                                                                                     |
| --- | ---------------------------------------------------------------------------------------- | --- | -------------- | ---------------------------------------------------------------------------------------- |
| Am Hamannsgarten (Standort) | Bildstock                                                                                | Bildstock, toskanische Säule mit Aufsatz und vier Bildnischen, Granit, 18. Jahrhundert | D-3-77-158-28  | weitere Bilder                                                                           |
| Basilikaplatz (Standort) | Kriegerdenkmal                                                                           | Brunnen mit Figur des Markgrafen Diepold III., oktogonalem Becken mit Reliefs und hohem Brunnenstock, aus Granit, von M. Raider, 1922. | D-3-77-158-93  | weitere Bilder                                                                           |
| Basilikaplatz 3 (Standort) | Ehemalige Volksschule, seit 1972/73 Rathaus                                              | Dreigeschossiger Massivbau, abgewinkelter Flügelbau mit Satteldächern und Schweifgiebel mit Voluten, neubarock, um 1910. | D-3-77-158-3   | Ehemalige Volksschule, seit 1972/73 Rathaus                                              |
| Basilikaplatz 4; 6; 8; 2; Brauhausstraße 5; Neualbenreuther Straße 3; Nähe Brauhausstraße; Prinzregent-Luitpold-Straße 10 (Standort) | Ehemaliges Zisterzienserkloster                                                          | Gegründet 1133, nach Reformationszeit wiederbegründet 1661, säkularisiert 1803, seit 1863 von Zisterzienserinnen aus Landshut-Seligenthal als Filialkloster besiedelt, selbstständige Abtei seit 1925. Ehemalige Abteikirche, heute katholische Pfarrkirche Mariä Himmelfahrt und St. Johannes Evangelista, mächtige Wandpfeilerkirche, Vierung mit Pendentivkuppel, eingezogenem Langchor, 1685/89–1704 nach Plänen von Abraham Leuthner und Georg Dientzenhofer, Zweiturmfassade ab 1697 von Bernhard Schießer, an der Nordseite sind zwei Geschosse eines Turms ausgeführt, mit Dachreiter, unter der Kirche dreischiffige Gruftanlage; mit reicher Ausstattung; Kloster, drei- bzw. viergeschossige Trakte um annähernd quadratischen Innenhof, verputzter Massivbauten mit Putzgliederung, Ostflügel mit Sakristei und Kapitelsaal, der Westflügel mit Bibliothek und ehemaligem Refektorium, 1681–1704; mit Ausstattung; Klosterkirche der Schwestern Mariae Himmelfahrt im Kreuzgarten an den westlichen Flügel angebaut, neubarocke Saalkirche, verputzter Massivbau mit Walmdach und eingezogenem Rechteckchor, Putzgliederung, von Hans Schurr 1924; mit Ausstattung; ehemaliges Gästehaus des Klosters, seit 1803 katholisches Pfarrhaus, langgestreckter, zweigeschossiger und verputzter Satteldachbau, letztes Viertel 17. Jahrhundert, Umbauten 1974/75; mit Ausstattung; ehemaliges Gärtnerhaus, zweigeschossiger Mansardwalmdachbau, letztes Viertel 18. Jahrhundert; sogenanntes Beichtvaterhaus, zweigeschossiger Mansardwalmdachbau, letztes Viertel 18. Jahrhundert; sogenannte Neue Gärten, Klostergärten südlich der Wondreb, um 1730, heute überformt, mit langer Begrenzungsmauer mit Blendbögen und Portalen, in den Gärten an der Südmauer Grabkapelle für Amanda Gräfin Raigersberg mit Eckpilastern, geschweiftem Giebel und großem Rundbogenportal, 1873, im Zentrum gusseiserner Brunnen, bezeichnet mit „1880“; Schulgebäude, zweigeschossiger, verputzter Massivbau mit Schweifgiebeln, Zwerchhaus und Hausfigur, bezeichnet mit „1909“; mit bauzeitlicher wandfester Ausstattung; Nebengebäude, eingeschossiger Flachsatteldachbau mit einfacher Putzgliederung, wohl zweite Hälfte 19. Jahrhundert; in den Klöstergarten; zweibogige Steinbrücke über die Wondreb, Granitquader, 1730 von Philipp Muttone; Teile der Klosterbefestigung, 15. Jahrhundert, gegenüber Haus Nr. 68 mit erneuerten Blendarkaden und kapellenartiger Nische für Ölberggruppe mit Satteldach und Schweifgiebel, um 1760, vereinfachend erneuert; Reste der Stiftsmauer mit Rondell, 15. Jahrhundert, an der Karolinenstraße gegenüber Haus 6. | D-3-77-158-2   | weitere Bilder                                                                           |
| Basilikaplatz 5 (Standort) | Ehemalige Pfälzer Amtsschreiberei                                                        | Zweigeschossiger, zweiflügeliger und verputzter Massivbau mit Satteldächern und Granitgewänden, 18. Jahrhundert. | D-3-77-158-15  | Ehemalige Pfälzer Amtsschreiberei                                                        |
| Basilikaplatz 10; 8 (Standort) | Ehemaliges Abteischloss                                                                  | Dreigeschossiger, verputzter Massivbau mit Steildach, gekehltem Steinportal des 15. Jahrhunderts sowie Eisentür mit Beschlagwerk, um 1680, und angeschlossener, dreigeschossiger Zwischentrakt zum Pfarrhaus, 1676 unter Verwendung von mittelalterlichem Mauerbestand errichtet, 1976/77 mit Verputz, Bänderung und Eckrustizierung wiederhergestellt; mit Ausstattung; Gartenpavillon, eingeschossiger Rundbau mit Ringpultdach und Laterne, um 1730, im Kern Befestigungsturm; erhaltene Teilstücke der Ummauerung und der Mauertürme; Bogenbrücke über den eingeebneten Wassergraben, Bruchsteinmauerwerk. | D-3-77-158-6   | Ehemaliges Abteischloss                                                                  |
| Brauhausstraße 1 (Standort) | Ehemalige Laienbrüderunterkunft des Klosters                                             | Zweiflügeliger, ein- und zweigeschossiger, verputzter Massivbau mit Satteldächern und Aufzugsgaube, im Kern 15./16. Jahrhundert, teilweise modern überformt. | D-3-77-158-7   | Ehemalige Laienbrüderunterkunft des Klosters                                             |
| Brauhausstraße 4 (Standort) | Ehemaliges Brauhaus des Klosters                                                         | Eingeschossiger, verputzter Bruchsteinbau mit einseitig abgewalmtem Satteldach und Aufzugsgaube, bezeichnet mit „1726“. | D-3-77-158-94  | Ehemaliges Brauhaus des Klosters                                                         |
| Brauhausstraße 5 (Standort) | Ehemaliges Gärtnerhaus des Stifts                                                        | Mansarddachbau, letztes Viertel 18. Jahrhundert; Gegenstück zu Neualbenreuther Straße 3. | D-3-77-158-2   | BW                                                                                       |
| Brauhausstraße 6 (Standort) | Ehemalige Mühle                                                                          | Zweifach abgewinkelter Massivbau mit Satteldächern, gekuppelten Fenstern mit geohrten Faschen und zwei Toreinfahrten, 18. Jahrhundert, verändert im 19. Jahrhundert. | D-3-77-158-96  | Ehemalige Mühle                                                                          |
| Dr.-Otto-Seidl-Straße 15 (Standort) | Wohnhaus                                                                                 | Zweiflügeliger, verputzter Massivbau mit Walmdach in Ecklage, 18. Jahrhundert, Erneuerungen im 19. Jahrhundert. | D-3-77-158-11  | Wohnhaus                                                                                 |
| Johannisplatz 4 (Standort) | Ehemaliges Schulhaus des Stifts, sogenannte Deutsche Schule                              | Zweigeschossiger, verputzter Massivbau mit Mansardwalmdach und Gauben, zweite Hälfte 18. Jahrhundert. | D-3-77-158-12  | Ehemaliges Schulhaus des Stifts, sogenannte Deutsche Schule                              |
| Johannisplatz 5, 5 a, 7, 9, 11, 13, 15 (Standort) | Ehemaliges Kastenamtsgebäude mit Pfarrkirche                                             | Langer, dreigeschossiger und verputzter Massivbau mit Satteldach und Putzgliederung, die östliche Giebelseite reich gegliedert mit Portal mit gesprengtem Giebel und geschweiftem Kranzgesims, 1732–37 von Philipp Muttone, im westlichen Teil evangelisch-lutherische Pfarrkirche mit Dachreiter und spitzbogigen Fenstern, 1861 integriert, östlicher Teil jetzt Finanzamt; mit Hausfigur des heiligen Florian, Johann Karl Stilp zugeschrieben. | D-3-77-158-13  | Ehemaliges Kastenamtsgebäude mit Pfarrkirche                                             |
| Johannisplatz 10 (Standort) | Ehemaliges Torwächterhaus                                                                | Zweigeschossiger, verputzter Massivbau mit Walmdach, 18./19. Jahrhundert. | D-3-77-158-14  | Ehemaliges Torwächterhaus                                                                |
| Kirchenstraße 2 (Standort) | Rückgebäude der ehemaligen Brauerei und Mälzerei                                         | Verputzter Massivbau mit Satteldach und Granitfaschen, wohl erstes Viertel 17. Jahrhundert. | D-3-77-158-19  | BW                                                                                       |
| Kolpingstraße 17 (Standort) | Wohnhaus                                                                                 | Zweigeschossiger, traufständiger und verputzter Massivbau mit erneuertem Satteldach, geohrten Faschen und rundbogiger Toreinfahrt, 18. Jahrhundert. | D-3-77-158-21  | Wohnhaus                                                                                 |
| Kolpingstraße 23 (Standort) | Wohnhaus                                                                                 | Zweigeschossiger, verputzter Massivbau in Ecklage mit Steildach und Fassadengestaltung im Stil des Biedermeier, im Kern 16./17. Jahrhundert; zugehörig eingeschossiges Wirtschaftsgebäude mit Satteldach. | D-3-77-158-22  | Wohnhaus                                                                                 |
| Kondrauer Quellenweg (Standort) | Blechkruzifix mit Mater dolorosa                                                         | Spätes 19. Jahrhundert; großes Steinkreuz, mittelalterlich. | D-3-77-158-24  | weitere Bilder                                                                           |
| Mitterteicher Straße 31 (Standort) | Industriellenvilla                                                                       | Symmetrisches Doppelhaus mit Walmdach, säulengestützten Vordächern, Treppenhaus- und Eckerkern, in modern-historisierenden Formen, bezeichnet „1923“ | D-3-77-158-95  | weitere Bilder                                                                           |
| Nähe Mitterteicher Straße; Bahnlinie Wiesau–Eger; Eichendorffstraße 20; Eichendorffstraße 16; Roßwiesen; An der Papiermühle; Papierrangen; Hatzenwinkel; Sammelbrunnen; Forellenteich; Küchenwiesen; Alter Finkenbühl; Finkenbühl (Standort) | Marktrainsteine, sogenannte CM-Steine (Curiae Marca)                                     | Grenzsteine der Hofmarksbegrenzung, überwiegend bezeichnet mit den Buchstaben „CM“ und der jeweiligen Nummer, Granit, 1693; von den ursprünglich siebzig Steinen drei im Stiftlandmuseum, in der Flur rings um Waldsassen noch die Nummern 1, 2, 8, 9, 14, 23, 25, 27, 28, 35, 39, 50, 59 und 69 erhalten. | D-3-77-158-36  | Marktrainsteine, sogenannte CM-Steine (Curiae Marca)                                     |
| Mühlbachgasse 9 (Standort) | Zweigeschossiger teilunterkellerter Traufseitbau mit Mansarddach am ehemaligen Mühlkanal | Im Kern 17. Jahrhundert. | D-3-77-158-104 | Zweigeschossiger teilunterkellerter Traufseitbau mit Mansarddach am ehemaligen Mühlkanal |
| Neualbenreuther Straße 3, Brauhausstraße (Standort) | Ehemaliges Beichtvaterhaus                                                               | Letztes Viertel 18. Jahrhundert, Mansarddachbau, Gegenstück zu Brauhausstraße 5; anschließend die Neuen Gärten, mit langer Begrenzungsmauer und Portalen, erste Hälfte 18. Jahrhundert; an der Südmauer im Garten Grabkapelle für Amanda Gräfin Raigersberg, gestorben 1873, mit barockem Baubestand; im Norden gusseiserner Brunnen in Formen der Neugotik und Neurenaissance, bezeichnet mit „1880“. | D-3-77-158-2   | weitere Bilder                                                                           |
| Pötzlstraße 2 (Standort) | Mietshaus                                                                                | Dreigeschossiger Eckbau mit reicher neubarocker Putzgliederung, 1905. | D-3-77-158-29  | weitere Bilder                                                                           |
| Prinzregent-Luitpold-Straße 1 (Standort) | Gedenkstein, sogenannte Drei Harfen                                                      | Bezeichnet mit „1631“; eingemauert. | D-3-77-158-30  | Gedenkstein, sogenannte Drei Harfen                                                      |
| Prinzregent-Luitpold-Straße 9 (Standort) | Ehemaliges Haus des stiftländischen Amtshauptmanns                                       | Zweigeschossiger, verputzter Massivbau in Ecklage mit Satteldach, von Pilastern flankiertem Rundbogenportal und geohrten Faschen, 18. Jahrhundert. | D-3-77-158-31  | Ehemaliges Haus des stiftländischen Amtshauptmanns                                       |
| Prinzregent-Luitpold-Straße 11 (Standort) | Wohnhaus                                                                                 | Zweigeschossiger, verputzter Massivbau in Ecklage mit Walmdach und geohrten Faschen, Türsturz modern bezeichnet mit „1628“, Erneuerungen im frühen 19. Jahrhundert. | D-3-77-158-32  | Wohnhaus                                                                                 |
| Prinzregent-Luitpold-Straße 22 (Standort) | Sogenanntes Herren- bzw. Marktschreiberhaus                                              | , zweigeschossiger, traufständiger Massivbau mit Satteldach, reicher Putzgliederung und schmiedeeisernem Balkon, spätklassizistisch, um 1870–80 | D-3-77-158-34  | Sogenanntes Herren- bzw. Marktschreiberhaus                                              |
| Schützenstraße 1, 1 a (Standort) | Glashütte Lamberts                                                                       | Ofenhalle, Satteldachbau mit hölzerner Fachwerkbinder-Konstruktion, nach Plänen des Ingenieurs Stefan von der Zimmereifirma Mathäus Weiß hergestellt und montiert, 1906/07, teils erneuert; Verwaltungsgebäude, zweigeschossiger, langgestreckter Massivbau mit Flachdach, Segmentbogenfenstern, Schweifgiebel und straßenseitiger Putzgliederung, 1906/07, Umbau 1934; Maschinenhaus, eingeschossiger Massivbau mit einseitig abgewalmtem Satteldach und Putzgliederung, wohl 1906/07; zugehöriger Teil der Einfriedung, Mauer mit Putzgliederung, wohl 1906/07. | D-3-77-158-97  | weitere Bilder                                                                           |
| Pfuder- oder Jesuitenforst (Standort) | Wegkapelle, sogenannte Forstkapelle                                                      | Verputzter Massivbau mit Satteldach, um 1847, stark erneuert; mit Ausstattung. | D-3-77-158-64  | weitere Bilder                                                                           |

### Egerteich
| Lage                   | Objekt                       | Beschreibung | Akten-Nr.     | Bild                         |
| ---------------------- | ---------------------------- | --- | ------------- | ---------------------------- |
| Egerteich 3 (Standort) | Wohnhaus eines Vierseithofes | Eingeschossiger Massivbau mit Frackdach, Fachwerkgiebel sowie Zwerchbau mit Fachwerkobergeschoss und -giebel, Mitte 18. Jahrhundert; zweigeschossiger Schupfen, hofseitig im Erdgeschoss geöffnet, bezeichnet mit „1785“. | D-3-77-158-65 | Wohnhaus eines Vierseithofes |

### Hatzenreuth
| Lage                       | Objekt                                    | Beschreibung | Akten-Nr.     | Bild                      |
| -------------------------- | ----------------------------------------- | --- | ------------- | ------------------------- |
| Hatzenreuth 2 (Standort)   | Bauernhaus                                | Ehemaliges Wohnstallhaus, eingeschossiger Satteldachbau mit Umschrot und Fachwerkgiebel, 18./19. Jahrhundert.                                                                                   | D-3-77-158-66 | BW                        |
| Hatzenreuth 3 a (Standort) | Remisen- und Stallgebäude                 | Fachwerkbau mit Frackdach, ein Teil des Erdgeschosses in Blockbauweise, mit verbretterter Laube, 18./19. Jahrhundert; 1990–92 innerhalb des Ortes transferiert.                                 | D-3-77-158-67 | Remisen- und Stallgebäude |
| Hatzenreuth 7 (Standort)   | Wohnstallhaus eines Vierseithofes         | Eingeschossiger Massivbau mit Satteldach, vorkragendem Umschrot und Fachwerkgiebel, wohl 18. Jahrhundert; Schupfen, eingeschossiger, hofseitig geöffneter Satteldachbau, bezeichnet mit „1732“. | D-3-77-158-68 | BW                        |
| Hatzenreuth 11 (Standort)  | Wohnteil eines ehemaligen Wohnstallhauses | Zweigeschossiger Satteldachbau mit Frackdach, hohem Umschrot und Fachwerkgiebel, zweite Hälfte 18. Jahrhundert.                                                                                 | D-3-77-158-69 | BW                        |

### Kappl
| Lage | Objekt                                              | Beschreibung | Akten-Nr.     | Bild           |
| --- | --------------------------------------------------- | --- | ------------- | -------------- |
| Kappl 2; Stationsweg; Dreibrunnen; Försterwiese; von Münchenreuth nach Waldsassen; Kappl; von Kappel nach Waldsassen; Kapellenäcker; Forellenteich; im Glasberg; Nähe Egerer Straße; Eichelgarten (Standort) | Katholische Wallfahrtskirche heilige Dreifaltigkeit | Zentralbau über dreipassförmigem Grundriss, drei Rundtürme mit eingezogenen Zwiebelhauben mit Laternen sowie Kegeldach mit drei Laternen als zwiebelbekrönte Dachreiter, um den gesamten Baukörper niedriger Umgang mit Pultdach, von Georg Dientzenhofer im Auftrag des Klosters Waldsassen, 1685–89, 1880 vereinfachte Wiederherstellung des Dachstuhls und der Türme nach Brand; mit Ausstattung; Eucharistie-Kapelle, verputzter Massivbau mit Zeltdach und Glockentürmchen, um 1790; fünfzehn Rosenkranzstationen zwischen Waldsassen und Kappel, gemauerte Pfeiler, Verdachung mit griechischem Doppelkreuz, um 1698. | D-3-77-158-71 | weitere Bilder |

### Kondrau
| Lage                     | Objekt                                                  | Beschreibung                                                           | Akten-Nr.      | Bild           |
| ------------------------ | ------------------------------------------------------- | ---------------------------------------------------------------------- | -------------- | -------------- |
| Hauptstraße 8 (Standort) | Kapelle heiliger Florian                                | Verputzter Massivbau mit Satteldach und Granit-Türgewände, um 1880/82. | D-3-77-158-73  | weitere Bilder |
| Klostergasse (Standort)  | Kriegerdenkmal für die Gefallenen des Ersten Weltkriegs | Standfigur eines Soldaten auf hohem Postament, Stein, nach 1918.       | D-3-77-158-103 | weitere Bilder |
| Klostergasse (Standort)  | Zwei Steinkreuze                                        | Granit.                                                                | D-3-77-158-74  | weitere Bilder |

### Mitterhof
| Lage                        | Objekt                                                          | Beschreibung | Akten-Nr.     | Bild                                                            |
| --------------------------- | --------------------------------------------------------------- | --- | ------------- | --------------------------------------------------------------- |
| Mitterhof 1 (Standort)      | Ökonomiegut des Klosters Waldsassen                             | Wohnstallhaus eines Vierseithofes, zweigeschossiger, verputzter Massivbau mit Steildach, ausladendem Traufgesims und Dachreiter sowie profilierten, geohrten Granitfaschen, im Kern 16./17. Jahrhundert; Kapelle, verputzter Massivbau mit Satteldach und geohrtem Granitportal, bezeichnet mit „1832“; mit Ausstattung; Remisen- und Stallgebäude, Walmdachbau mit holzverschaltem Obergeschoss, im Erdgeschoss erhaltene Teile der ehemals offenen Ständerkonstruktion. | D-3-77-158-76 | weitere Bilder                                                  |
| Mitterhof 2 (Standort)      | Ehemaliges Hirtenhaus                                           | Eingeschossiger, verputzter Massivbau mit Satteldach, vorkragendem Umschrot und Granitgewänden, 18. Jahrhundert. | D-3-77-158-77 | Ehemaliges Hirtenhaus                                           |
| Am Sammelbrunnen (Standort) | Lourdes-Grotte mit gemauerter Felsenhöhle und Madonna in Nische | 1905. | D-3-77-158-78 | Lourdes-Grotte mit gemauerter Felsenhöhle und Madonna in Nische |

### Münchenreuth
| Lage                       | Objekt                                       | Beschreibung | Akten-Nr.     | Bild                  |
| -------------------------- | -------------------------------------------- | --- | ------------- | --------------------- |
| Münchenreuth 26 (Standort) | Wohnstallhaus eines Vierseithofes            | Zweigeschossiger, verputzter Massivbau mit Satteldach, Segment- und neugotischen Spitzbogenfenstern, um 1890; zweigeschossiger, holzverschalter Stadel, hofseitig im Erdgeschoss geöffnet, bezeichnet mit „1882“; Schupfen, eingeschossiger Satteldachbau aus Bruchsteinmauerwerk mit Umschrot und Fachwerkgiebel, bezeichnet mit „1813“.                                                               | D-3-77-158-98 | BW                    |
| Münchenreuth 34 (Standort) | Katholischer Pfarrhof                        | Pfarrhaus, zweigeschossiger, verputzter Massivbau mit Frackdach, im Kern 17. Jahrhundert, um 1730 nach Westen erweitert; Schupfen, Satteldachbau mit in einer Laube geöffnetem, vorkragendem Obergeschoss, 18./19. Jahrhundert, Erdgeschoss. erneuert. | D-3-77-158-83 | Katholischer Pfarrhof |
| Münchenreuth 36 (Standort) | Katholische Pfarrkirche St. Emmeram          | Gotische Chorturmanlage, Saalkirche mit eingezogenem, quadratischen Chor, Turm mit Achteckaufsatz, Zwiebelhaube und Laterne sowie östlich angebauter Sakristei, in der Barockzeit entscheidend verändert, 1689 geweiht; mit Ausstattung; Friedhofskapelle, Walmdachbau mit zierlichem Dachreiter mit Laternenzwiebelhaube, bezeichnet mit „1795“; mit Ausstattung; Kirchhofmauer, wohl 18. Jahrhundert. | D-3-77-158-79 | weitere Bilder        |
| In Münchenreuth (Standort) | Wohnstallhaus eines ehemaligen Vierseithofes | Eingeschossiger Massivbau mit Satteldach, teilweise holzverschalten Fachwerkgiebeln und vorkragendem Umschrot, 1802; Schupfen, eingeschossiger Bruchsteinbau mit Satteldach, vorkragendem Umschrot und Fachwerkgiebel, bezeichnet mit „1802“. | D-3-77-158-82 | BW                    |

### Netzstahl
| Lage                                   | Objekt                      | Beschreibung                  | Akten-Nr.     | Bild           |
| -------------------------------------- | --------------------------- | ----------------------------- | ------------- | -------------- |
| An der Staatsstraße St 2175 (Standort) | Säulenbildstock mit Laterne | Granit, wohl 18. Jahrhundert. | D-3-77-158-85 | weitere Bilder |

### Neusorg
| Lage                 | Objekt    | Beschreibung | Akten-Nr.     | Bild |
| -------------------- | --------- | --- | ------------- | ---- |
| Neusorg 1 (Standort) | Kleinhaus | Eingeschossiger, verputzter Massivbau mit Satteldach, vorkragendem Umschrot und Holzgewänden, 18. Jahrhundert; wohl Austragshaus zu Nr. 1. | D-3-77-158-84 | BW   |

### Pechtnersreuth
| Lage                        | Objekt                                                                  | Beschreibung                   | Akten-Nr.     | Bild           |
| --------------------------- | ----------------------------------------------------------------------- | ------------------------------ | ------------- | -------------- |
| Schirndinger Weg (Standort) | Säulenbildstock mit Dreifaltigkeitsdarstellung, sogenannte Weiße Marter | Granit, bezeichnet mit „1713“. | D-3-77-158-87 | weitere Bilder |

### Pfudermühle
| Lage                     | Objekt                                                 | Beschreibung | Akten-Nr.     | Bild |
| ------------------------ | ------------------------------------------------------ | --- | ------------- | ---- |
| Pfudermühle 1 (Standort) | Wohnstallhaus und Mühle eines ehemaligen Vierseithofes | Eingeschossiger, verputzter Massivbau mit Satteldach, Giebel mit Gitterfachwerk und Umschrot, zweite Hälfte 18. Jahrhundert, der Wohnteil durch Zwerchhaus mit schlichter Putzgliederung erweitert, 19. Jahrhundert; Teile der Mühleneinrichtung bezeichnet mit „1865“, im Untergeschoss. | D-3-77-158-88 | BW   |

### Querenbach
| Lage                    | Objekt                                                                  | Beschreibung | Akten-Nr.     | Bild |
| ----------------------- | ----------------------------------------------------------------------- | --- | ------------- | ---- |
| Querenbach 3 (Standort) | Wohnstallhaus eines Vierseithofes                                       | Zweigeschossiger Massivbau mit Satteldach, vorkragendem Umschrot und Fachwerk, zweite Hälfte 18. Jahrhundert.                                                                                  | D-3-77-158-89 | BW   |
| Querenbach 9 (Standort) | Wohnstallhaus eines Vierseithofes mit einseitig abgeflachtem Satteldach | Das Erdgeschoss in verputzter Blockweise, mit hofseitig vorkragendem Fachwerkobergeschoss und hohem Umschrot, bezeichnet mit „1764“, straßenseitige Erweiterung zweite Hälfte 19. Jahrhundert. | D-3-77-158-90 | BW   |

### Schottenhof
| Lage                     | Objekt                            | Beschreibung | Akten-Nr.     | Bild |
| ------------------------ | --------------------------------- | --- | ------------- | ---- |
| Schottenhof 3 (Standort) | Wohnstallhaus eines Vierseithofes | Eingeschossiger Massivbau aus Bruchsteinmauerwerk mit Satteldach, Umschrot und Fachwerkgiebel, zweite Hälfte 18. Jahrhundert; Stadel, holzverschalter Satteldachbau, 18. Jahrhundert. | D-3-77-158-99 | BW   |

### Keinem Gemeindeteil zugeordnet
| Lage                                                       | Objekt      | Beschreibung | Akten-Nr.      | Bild |
| ---------------------------------------------------------- | ----------- | --- | -------------- | ---- |
| Wirtsrangen; Föhrendick; Zolltafel; Grünschacht (Standort) | Grenzsteine | Teil der Grenzsteinreihe der sogenannten "Preußensteine" der ehemaligen, von 1791 bis 1810 gültigen Landesgrenze zwischen Preußen und Pfalz-Bayern, zwischen Buchbrunnen (Tschechien) bis Haingrün mit ursprünglich ca. 200 Grenzsteinen des im Vertrag vom 30. Juni 1803 neu festgesetzten Grenzverlaufs erhalten, heute noch teilweise Regierungsbezirksgrenze, Steine bezeichnet mit „Pr.“ (= Preußen) und „P.B.“ (= Pfalz-Bayern) sowie mit fortlaufender Ordnungsnummer (teilweise in den Gemeindegebieten von Konnersreuth, Pechbrunn, Arzberg, Marktredwitz und Schirnding) | D-3-77-158-106 | BW   |

## Ehemalige Baudenkmäler
In diesem Abschnitt sind Objekte aufgeführt, die früher einmal in der Denkmalliste eingetragen waren, jetzt aber nicht mehr. Objekte, die in anderem Zusammenhang also z. B. als Teil eines Baudenkmals weiter eingetragen sind, sollen hier nicht aufgeführt werden. Aktennummern in diesem Abschnitt sind ehemalige, jetzt nicht mehr gültige Aktennummern.

| Lage                                                  | Objekt                                     | Beschreibung | Akten-Nr.     | Bild           |
| ----------------------------------------------------- | ------------------------------------------ | --- | ------------- | -------------- |
| Waldsassen Dr.-Otto-Seidl-Straße 13 (Standort)        | Nischenfigur                               | Madonna, um 1920/30. | D-3-77-158-10 | Nischenfigur   |
| Waldsassen Karolinenstraße (an der Brücke) (Standort) | Brückenfigur des heiligen Johannes Nepomuk | Sockel bezeichnet mit „1746“; umfangen von halbkreisförmiger Steinbalustrade und schmiedeeisernem Gitter, wohl gleichzeitig.      | D-3-77-158-18 | weitere Bilder |
| Waldsassen Kolpingstraße 6 (Standort)                 | Hausfigur                                  | Holzgeschnitzte Madonna, 18. Jahrhundert.                                                                                         | D-3-77-158-20 | Hausfigur      |
| Waldsassen Museumsstraße 2 (Standort)                 | Nischenfigur                               | Maria Immaculata, 18. Jahrhundert.                                                                                                | D-3-77-158-25 | Nischenfigur   |
| Mammersreuth Mammersreuth 2 (Standort)                | Wohnteil                                   | Rest eines ehemaligen Wohnstallhauses, eingeschossiger Massivbau mit Satteldach und Fachwerkgiebel, erste Hälfte 19. Jahrhundert. | D-3-77-158-75 | BW             |
| Pechtnersreuth bei Pechtnersreuth (Standort)          | Säulenbildstock, sogenannte Rote Marter    | Holz, 19. Jahrhundert. | D-3-77-158-86 | weitere Bilder |

## Abgegangene Baudenkmäler
In diesem Abschnitt sind Objekte aufgeführt, die früher einmal in der Denkmalliste eingetragen waren, jetzt aber nicht mehr existieren, z. B. weil sie abgebrochen wurden. Aktennummern in diesem Abschnitt sind ehemalige, jetzt nicht mehr gültige Aktennummern.

| Lage                                 | Objekt             | Beschreibung                                                      | Akten-Nr.     | Bild |
| ------------------------------------ | ------------------ | ----------------------------------------------------------------- | ------------- | ---- |
| Schottenhof Schottenhof 1 (Standort) | Zugehöriger Stadel | Im Kern 1770. 2017 durch Brand zerstört.                          | D-3-77-158-91 | BW   |
| Schottenhof Schottenhof 2 (Standort) | Zugehöriger Stadel | Im Kern zweite Hälfte 18. Jahrhundert. 2017 durch Brand zerstört. | D-3-77-158-92 | BW   |